# Purullena
Purullena es una localidad y un municipio español situado en la parte centro-oeste de la comarca de Guadix, en la provincia de Granada, comunidad autónoma de Andalucía. Limita con los municipios de Fonelas, Benalúa, Guadix, Marchal, Cortes y Graena y Darro.
El municipio está formado por los núcleos de Purullena y El Bejarín. Su término municipal es atravesado por los ríos Alhama y Fardes, con una altitud media de 908 m s. n. m.. Cuenta con una población de 2338 habitantes (INE 2024).

## Historia
Hay evidencia del asentamiento de población durante la época de la cultura argárica en torno al poblado agro ganadero del yacimiento arqueológico de la Cuesta del Negro. Este poblado, sobre un barranco que domina el río Fardes, se remonta al año 1800 a. C. aproximadamente. Este yacimiento, junto al de Cerro de la Encina de Monachil, es uno de los principales de la cultura argárica de la provincia de Granada. En Cuesta del Negro se han hallado un recinto fortificado y una necrópolis con ajuar funerario. Se implantaron cultivos de regadío en torno al río Fardes y cultivos de secano en el Altiplano, así como ganadería ovina y caprina y caza en los bosques del altiplano, principalmente lobo, oso y lince.
Del paso de los romanos y los árabes por la localidad no ha quedado más huella que unas epigrafías romanas con el nombre del pueblo. La zona contaba con unas torres defensivas que se construyeron en la época andalusí sobre el río Fardes para impedir la penetración de los caballeros cristianos acampados en Jaén. Esta frontera tuvo un especial protagonismo durante la última etapa islámica, la del Reino nazarí de Granada, hasta que cayó en manos de los Reyes Católicos en 1489 y fue cedida a Don Juan de Benavides. Poco después pasó a ser una pedanía perteneciente a Marchal. Ya en el siglo XVI recibió el título de Villa Real, que todavía luce en su título municipal. En 1627, S.M. el Rey Felipe IV concedería el título nobiliario de Marquesa de Villa Real de Purullena a Doña María de Benavides de la Cueva y Sandoval, hija del I marqués de Jabalquinto.

En 1554 se produce la primera mención a viviendas trogloditas o casas cueva en Purullena y en los Libros de Apeo y Repartimientos se citan veinticinco casas cueva. Durante el siglo XVIII se incrementaría notablemente el empleo de casas cuevas para la población, hasta llegar a las 600 descritas en el Catastro de la Ensenada.

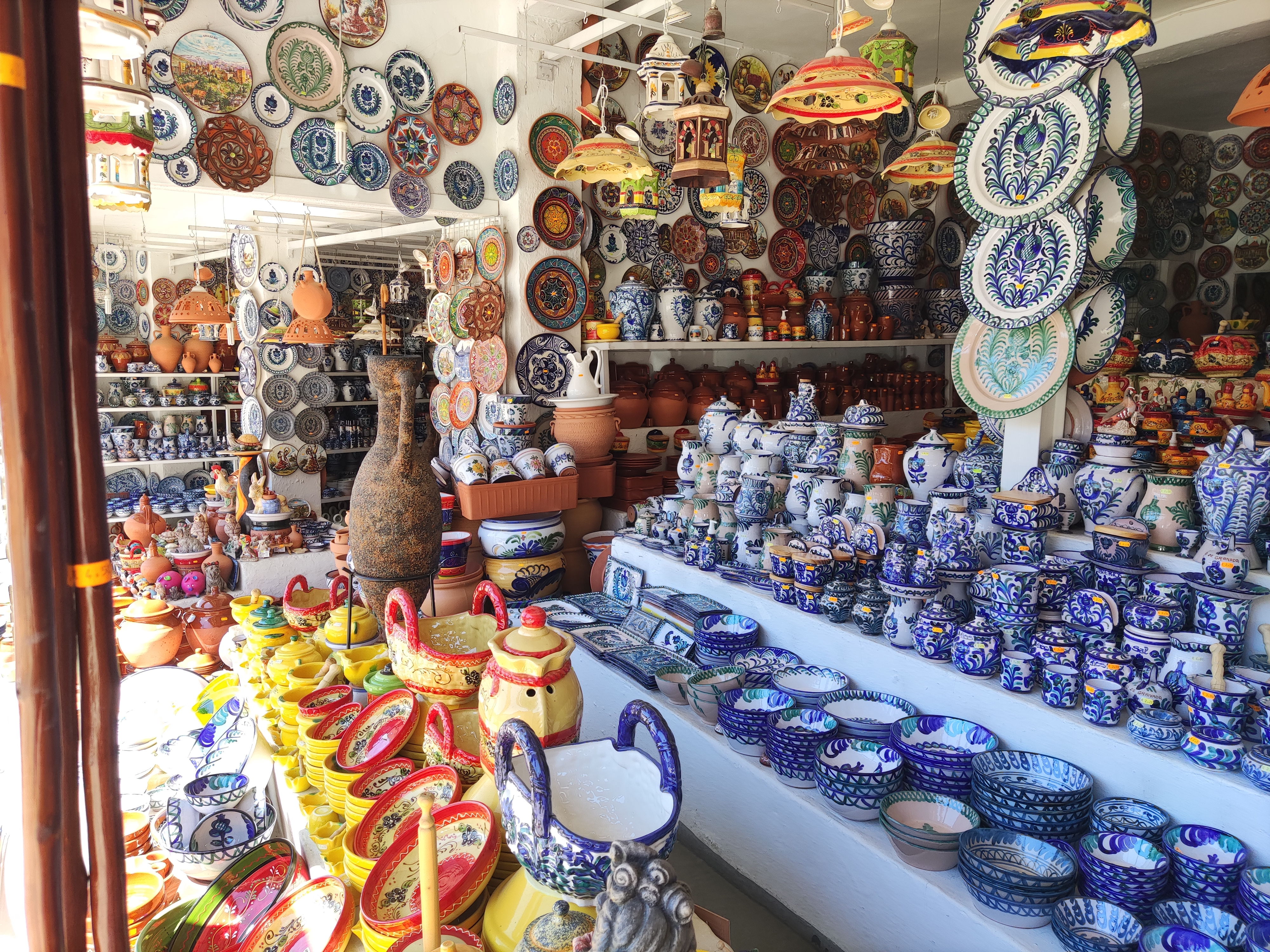
Comercio de artículos de cerámica en Purullena

A mediados del siglo XX se produjo el éxodo rural, marchando la población tanto al extranjero como a zonas industriales o turísticas de España. Dentro de la provincia de Granada, tanto Purullena como el Albaicín y Las Alpujarras, mantienen la producción y comercialización de cerámica. A mediados del siglo XX se encontraba en Purullena el alfar de Francisco Ortiz Plaza, donde trabajó el alfarero accitano MIguel Cabrerizo López. Se trabajan técnicas, modelos y ornamentos que en ocasiones proceden de época Nazarí. Las técnicas trabajadas son la nazarí, el reflejo metálico, la de cuerda seca o la cerámica de Fajaluza, la más granadina para la producción de azulejos, ajuar doméstico, macetas, platos, y piezas tradicionales como orzas, lebrillos, alcuzas o cántaros a las que se ha dado un uso decorativo.

## Demografía
Purullena cuenta con una población de 2338 habitantes (INE 2024).
| Gráfica de evolución demográfica de Purullena entre 1842 y 2021                                                     |
| |
| Población de derecho según los censos de población del INE Población de hecho según los censos de población del INE |

## Economía

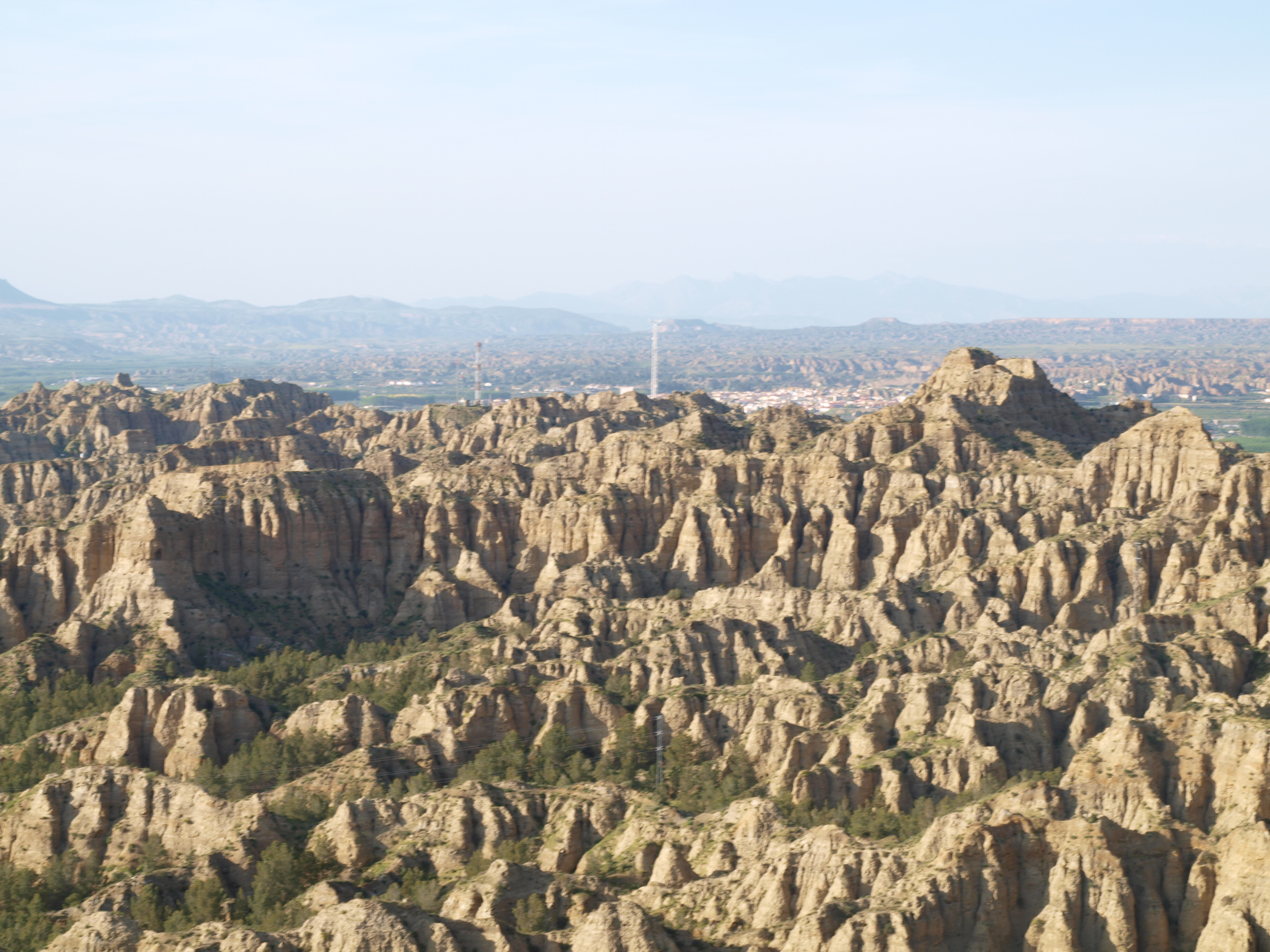
El badland de Purullena

En cuanto al sector primario, los principales cultivos son el olivar, el almendro y el melocotón. Purullena es una de las pocas localidades de la comarca de Guadix, con cierto peso del sector industrial. Destacar la producción y comercio de cerámica, su oferta gastronómica y de alojamientos.

### Evolución de la deuda viva municipal
| Gráfica de evolución de Deuda viva del Ayuntamiento de Purullena entre 2008 y 2021                                |
| |
| Deuda viva del Ayuntamiento de Purullena en miles de Euros según datos del Ministerio de Hacienda y Ad. Públicas. |

## Administración y política

### Organización municipal
Su administración política se realiza a través de un ayuntamiento, de gestión democrática, cuyos componentes se eligen cada cuatro años por sufragio universal. El censo electoral está compuesto por todos los residentes empadronados en Purullena y mayores de 18 años de nacionalidad española. Según lo dispuesto en la Ley del Régimen Electoral General que establece el número de concejales elegibles en función de la población del municipio, la corporación municipal deberá estar formada por 11 concejales.

## Comunicaciones

### Ferrocarril
La Estación de Fonelas, próxima a Purullena, es una estación de ferrocarril que actualmente no dispone de servicio de viajeros, aunque puede ser utilizada como apartadero para efectuar cruces entre trenes de viajeros y de mercancías.

## Patrimonio
Son Bienes de Interés Cultural los siguientes:
- Castillo de Luchena o Guadix el Viejo. Castillo medieval de origen militar. Bien de Interés Cultural desde el 11 de diciembre de 1985.[11]
- Torre de Culibre. Torre vigía de origen árabe. Bien de Interés Cultural desde el 11 de diciembre de 1985.[12]
- Cueva de los Algarbes del Tablar. Conjunto de cuevas refugio acantiladas al norte del curso del río Fardes. Bien de Interés Cultural desde el 11 de diciembre de 1985.[13][14]
- Yacimiento arqueológico de Cuesta del Negro que, junto a otros, permite asegurar que esta zona estuvo ya habitada desde época prehistórica, al menos desde el periodo comprendido entre los años 3000 y 1800 a. C. Se han hallado los restos de una construcción fortificada y una necrópolis que conservaba un ajuar funerario, expuesto en el Museo Arqueológico de Granada. También están los restos de un asentamiento que data de la Edad del Bronce tardío, todo ello protegido como Bien de Interés Cultural desde el 26 de enero de 1981.[15]

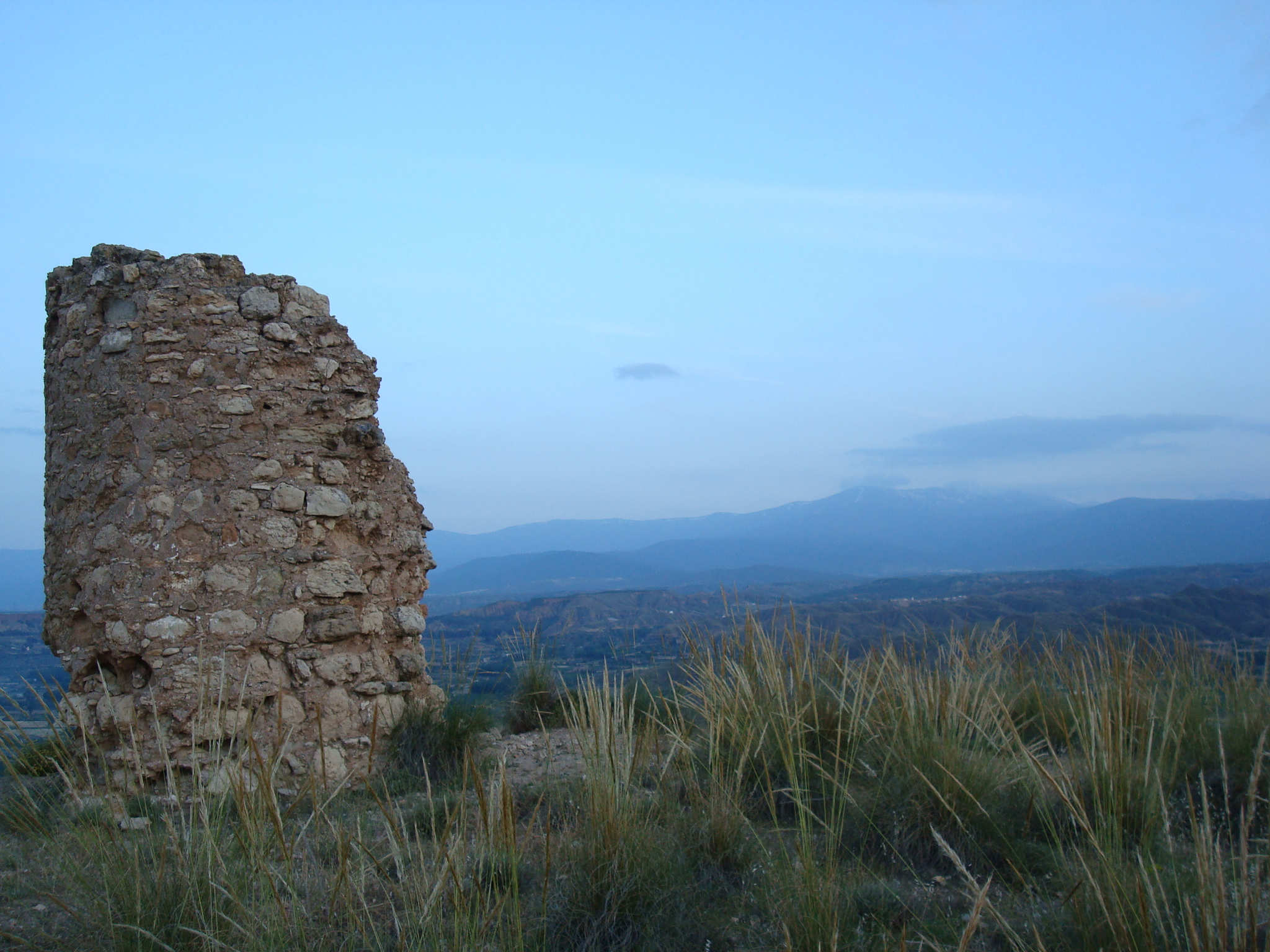
Torre de Magrú

- Torre de Magrú o Torre Cúllar. Se encuentra situada sobre un cerro, en el denominado Alto del Magrú. La torre es de forma cilíndrica, y su planta circular de 3,55 m de diámetro. Conserva unos 4,4 m de altura. Bajo la protección de la Declaración genérica del Decreto de 22 de abril de 1949 y la Ley 16/1985 sobre el Patrimonio Histórico Español. Fue construida con mampostería, alternando hiladas de piedras de tamaños grande y mediano con otras de forma plana y de menor tamaño. trata de una torre atalaya medieval de origen árabe.

Además señalar los siguientes lugares de interés:
- Museo Etnológico Cueva Inmaculada

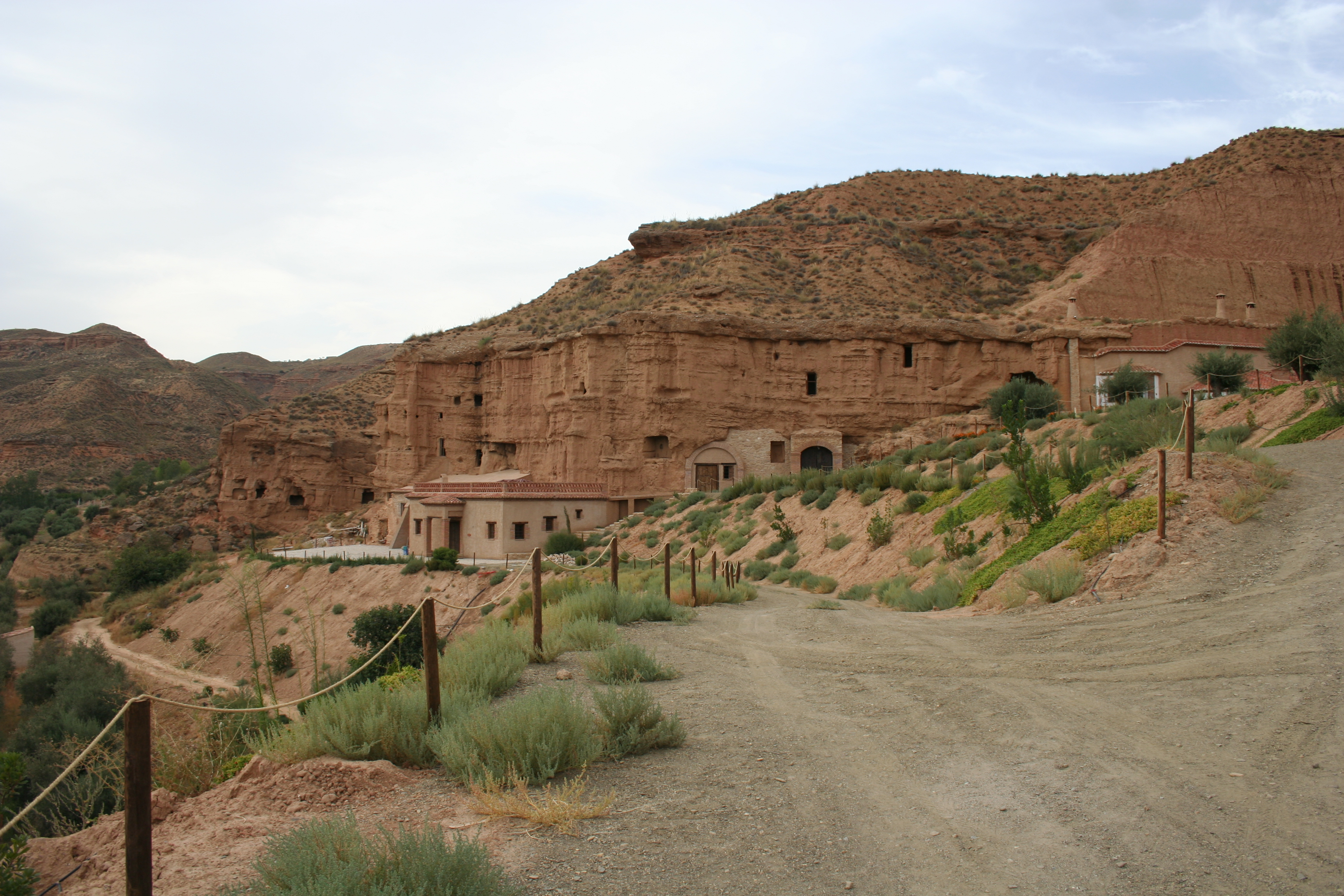
Casas Cueva Almagruz

- Iglesia parroquial de San Martín. Construida a mediados del siglo XVI conserva el artesonado mudéjar. En el archivo parroquial se conservan datos desde el año 1858. Recientemente fueron recuperados unos frescos de importante valor.
- Cueva de Luchena. Bien de Interés Cultural desde el 11 de diciembre de 1985.[16]
- Cementerio de Purullena. Situado al noreste de la ciudad, en una explanada que rodean mogotes de tierra característicos de la comarca.[17]
- Cuevas de Almagruz. Conjunto de cuevas localizado dentro del cortijo de Almagruz. Puede tratarse de un conjunto rupestre ocupado en la Alta Edad Media por comunidades eremíticas.[18]

## Cultura

### Fiestas
- El Chisco. Celebrado la víspera del 17 de enero con la encendida de las tradicionales hogueras o chiscos.
- Fiestas en Honor al Santísimo Cristo de los Milagros. Fiesta celebrada a finales de febrero por la Hermandad del mismo. En esos días también son celebrados los carnavales.
- Feria y fiestas de Purullena. Celebradas la tercera semana de agosto y organizadas por el ayuntamiento. Se realizan actividades de diversa índole.[19]
- Fiesta de San Martín. Fiestas patronales celebradas el 11 de noviembre y organizadas cada año por un barrio distinto del pueblo a través de sus mayordomos.
- Fiesta de las Mozas. Celebrada el 8 de diciembre por las jóvenes o mozas del pueblo consideradas como tal al haber cumplido los 16 años.